# アルシエ
アルシエ（伊: Arsiè [arˈsjɛ]）は、イタリア共和国ヴェネト州ベッルーノ県にある、人口約2,200人の基礎自治体（コムーネ）。

## 地理

### 位置・広がり

#### 隣接コムーネ
隣接するコムーネは以下の通り。括弧内のTNはトレント自治県、VIはヴィチェンツァ県所属を示す。
- カステッロ・テジーノ (TN)
- エーネゴ (VI)
- フォンツァーゾ
- グリーニョ (TN)
- ラモーン
- セレーン・デル・グラッパ
- ヴァルブレンタ (VI)

### 気候分類・地震分類
気候分類では、zona F, 3063 GGに分類される。
また、イタリアの地震リスク階級 (it) では、zona 2 (sismicità media) に分類される。

## 行政

### 分離集落
アルシエには、以下の分離集落（フラツィオーネ）がある。
- Fastro, Incino, Mellame, Rivai, Rocca, San Vito